# Бирински, Лео

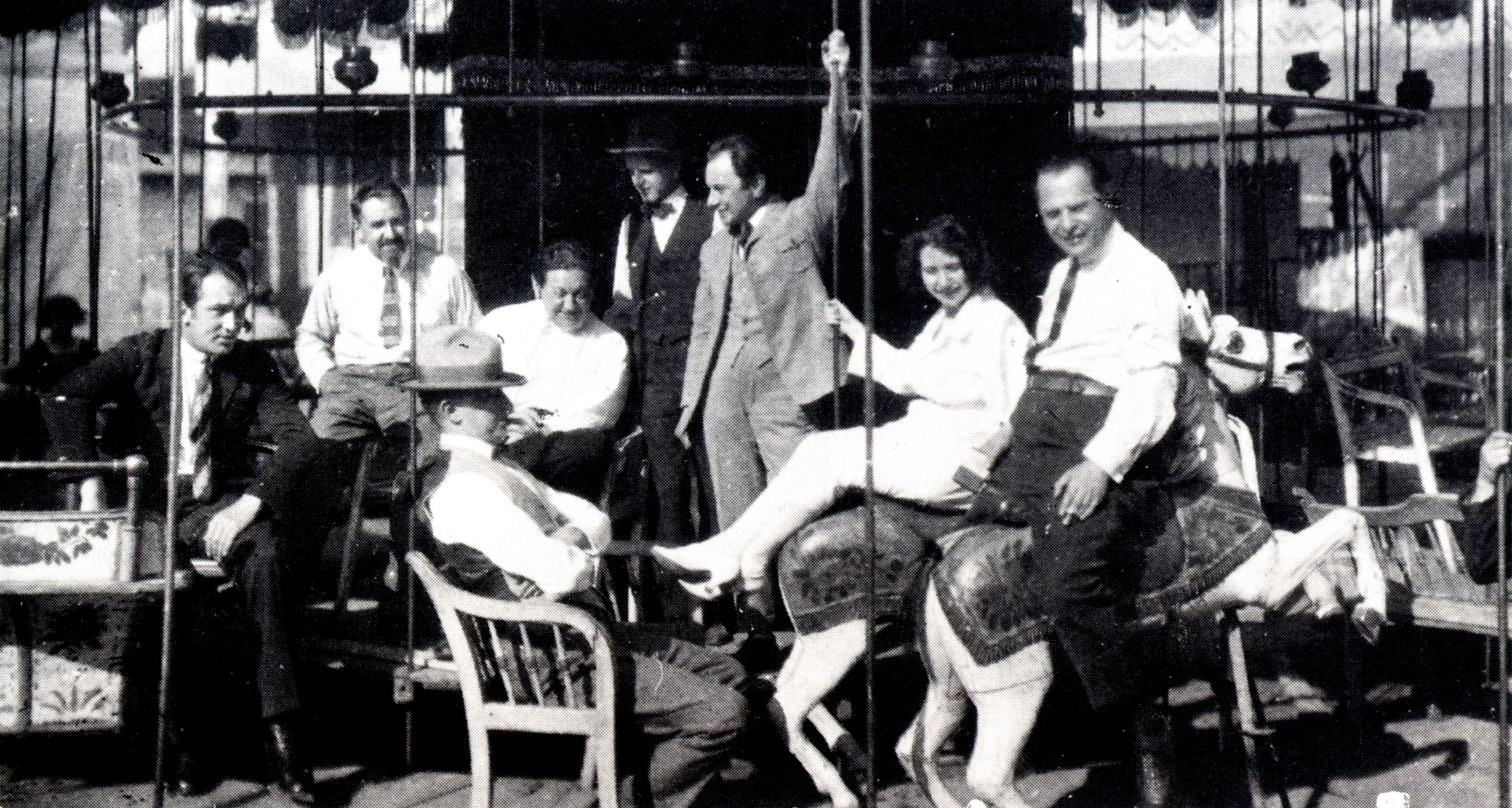
Фото из работы над фильмом Восковые фигуры — Лео Бирински справа на белой лошади (около 1923 года.)

Лео Бирински (Бирински — творческий псевдоним и фамилия по матери, фамилия по отцу Готтесманн; 1884—1951) — драматург, сценарист и режиссёр еврейского происхождения. Родом с Украины, он работал в Австро-Венгрии, Германии, США, писал на немецком и английском языках.

## Биография
Биографические сведения о ранних этапах жизни Лео Биринского неполны, обрывисты, часто противоречивы.
Лео Бирински родился в местечке Лысянка Киевской губернии 8 июня 1884 года. Его отец Херш Готтесманн родился в городе Борщёв, мать Чарна Беринская или Биринская была дочерью арендатора из Лысянки. Лео Бирински юношество провёл в Черновцах.
В 1901 или 1904 году Бирински переехал в Вену и стал работать там в книжном магазине, занялся переводами, стал писать сам. В этот период им были написаны трагедии Молох (нем. Der Moloch), Раскольников (нем. Raskolnikoff) (по роману Преступление и наказание Ф. М. Достоевского), трагикомедия Танец сумасшедших (нем. Narrentanz). Последняя пьеса переведена на русский язык из чешского перевода cs:Mumraj (divadelní hra)  как Хоровод масок (Олег Малевич и Виктория Каменская, in: Балтийские сезоны, Санкт-Петербург, октябрь 2004, № 10) и один раз сыграна как дипломный спектакль: Ярославский государственный театральный институт, 25 июня 2010 года, режиссёр Олег Нагорничных.

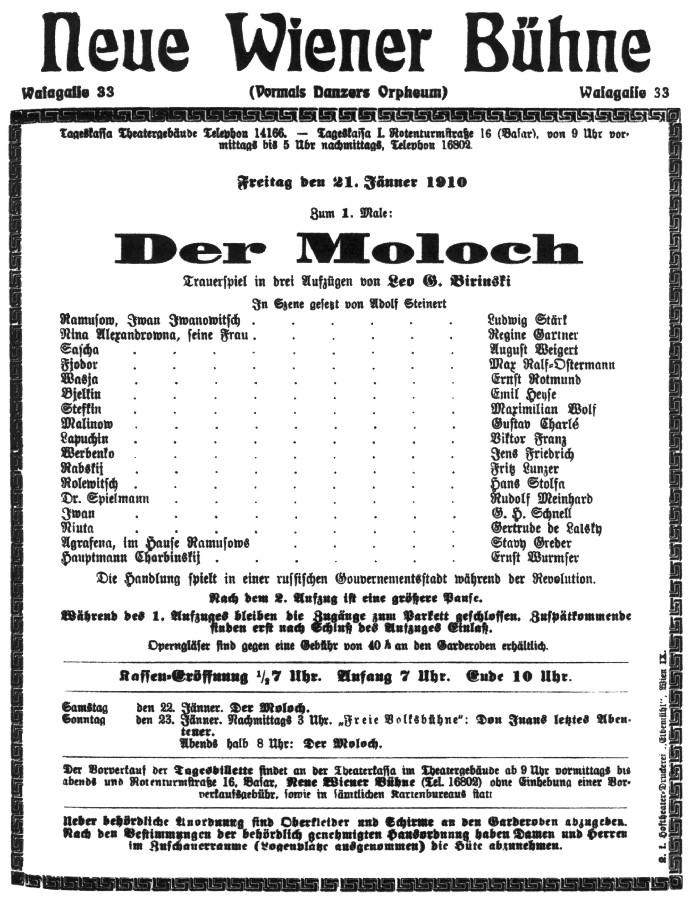
Анонс премьеры Молоха, Вена 21 января 1910.
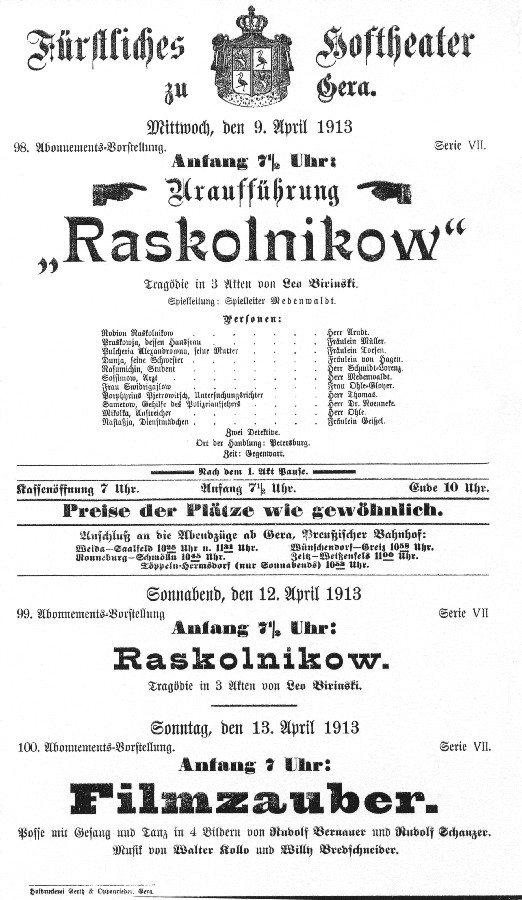
Анонс премьеры Раскольникова, Гера 9 апреля 1913.
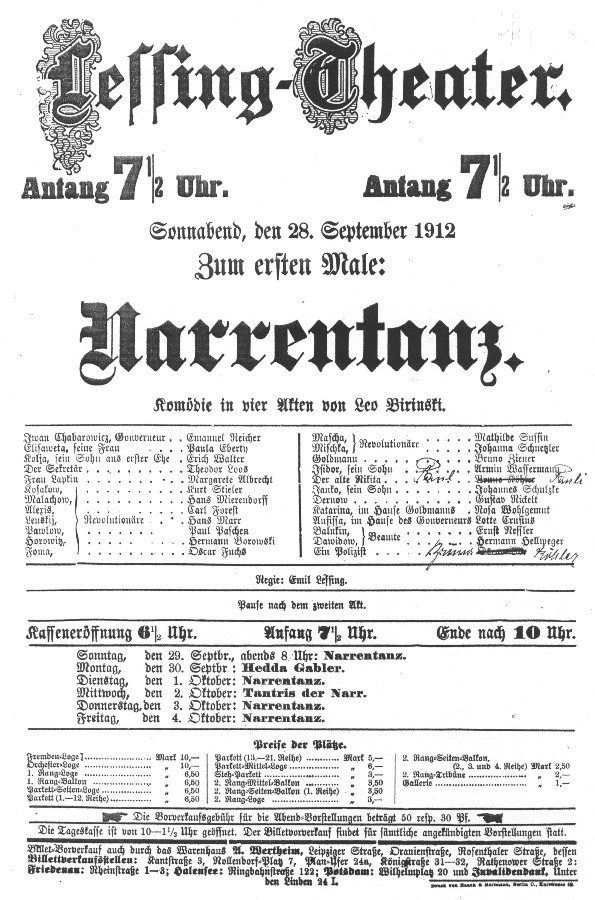
Анонс премьеры Танца сумасшедших, Берлин 28 сентября 1912.
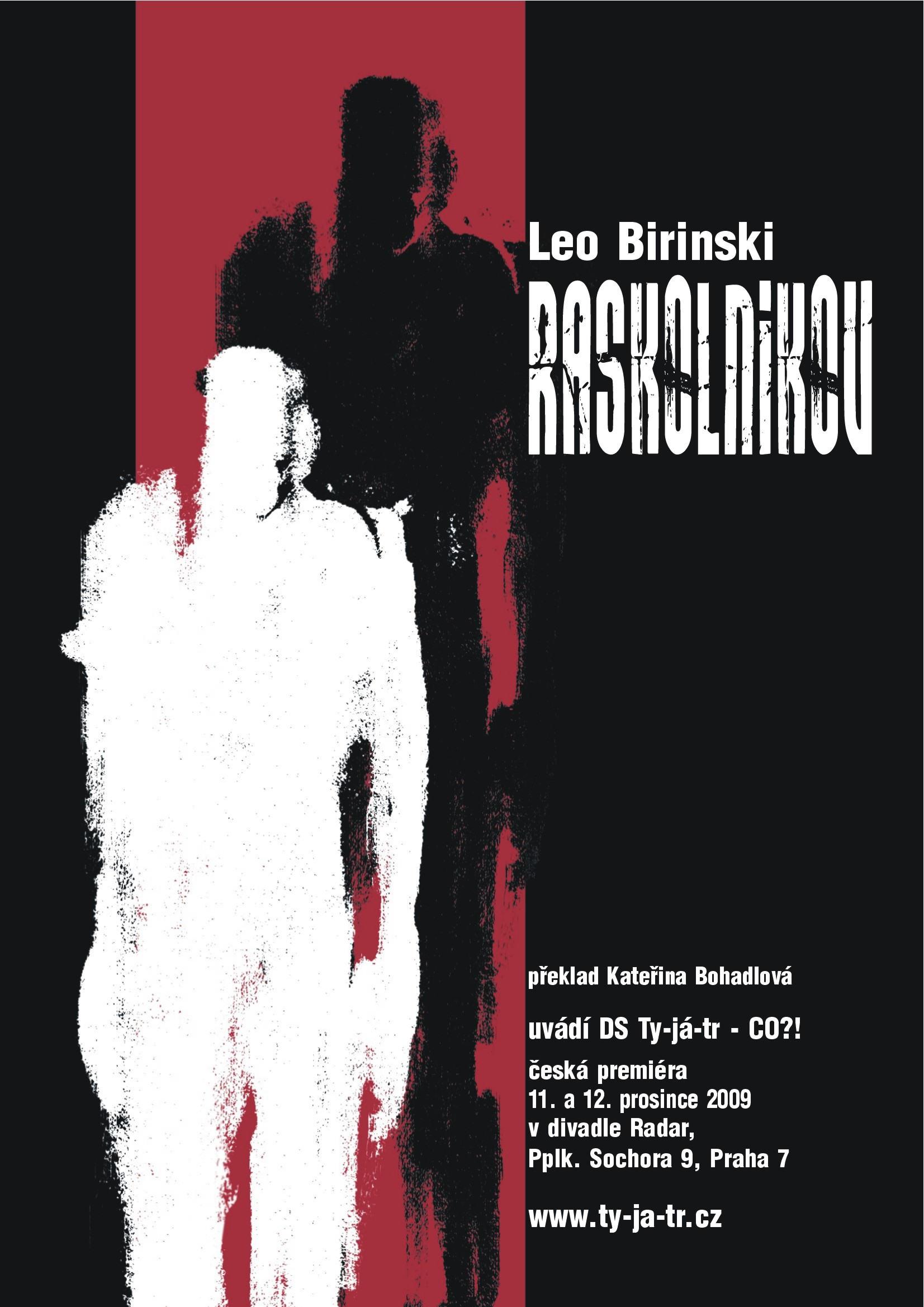
Анонс чешской премьеры Раскольникова, Прага 11 декабря 2009.

## Творчество

### Режиссёр
- «Восковые фигуры» (1924)